# 未来イヴ
未来イヴ（みらいイヴ）は2023年7月8日にリリースされた sasakure.UK によるボーカロイド楽曲のアルバムである。

## 概要
ボカロP sasakure.UK 4年ぶりのボーカロイドアルバムであり、ササクレイションレーベルとして独立後にリリースする初のアルバムである。2013年5月29日に発売された『トンデモ未来空奏図』以来の未来をテーマとするアルバムである。タイトルの「未来イヴ」は未来のその前夜である、現代やそれより少し近い未来を意図したものである。
ハードスリーブケース、デジトレイと24ページのイラストブックレット仕様である。ジャケットイラストは革蝉、パッケージでのデザインは Q.i が行った。使用されたボーカロイド/CeVIO AI は初音ミク、KAITO、可不である。青木悠 (B-PILOT) がマスタリングエンジニアを担当した。

## 収録曲
以下の全10曲が収録されている。「トンデモワンダーズ」は2023年7月10日現在、約1730万回のYouTube再生回数を数える。
1. フューチャー・イヴ [03:39]
ボーカル: 初音ミク、編曲: 有形ランペイジ、コーラス: mami/Perio、ミックス: 青木悠 (B-PILOT)
2. A.D.3039のハテナ [02:33]
ボーカル: 初音ミク、コーラス: mami/Perio
3. ファンタズマ [03:21]
ボーカル: 初音ミク/Perio、コーラス:mami、ギター: 佐々木秀尚、ベース: 二家本亮介、ドラム: 今井義頼、キーボード: 岸田勇気、ミックス: 青木悠 (B-PILOT)
4. 化孵化 [03:27]
ボーカル: 可不、サブボーカル: 初音ミク、コーラス:mami/Perio、ギター: 佐々木秀尚
5. NEONEO [01:43]
ボーカル: 初音ミク、コーラス: mami/Perio
6. トンデモワンダーズ [03:17]
ボーカル: 初音ミク、コーラス: echo/Perio、キーボード&キーアレンジ: 岸田勇気
7. ポジネガ＊ミステイカーズ [03:39]
ボーカル: 初音ミク、コーラス: mami/Perio
8. ディカダンス [03:02]
ボーカル: 初音ミク、サブボーカル: KAITO、コーラス: mami/Perio、ギター: 佐々木秀尚
9. 空想模倣とノアβ [03:05]
ボーカル: 初音ミク、コーラス: mami/Perio
10. ÅMARA(大未来電脳) [03:16]
ボーカル: 初音ミク/KAITO、コーラス: mami/Perio

### フューチャー・イヴ
「フューチャー・イヴ」は本アルバムの表題曲である。2022年に東京・大阪・札幌にて開催されたイベント「初音ミク『マジカルミライ』10th Anniversary」のテーマソングである。2022年7月20日にリリースされた『初音ミク「マジカルミライ」10th Anniversary OFFICIAL ALBUM』に収録された。
ミュージックビデオはイラストレーターの革蝉により制作された。テーマである「レトロフューチャー」をイメージして制作され、電子的でノスタルジックな音楽の中で、遠い未来の宇宙を舞台とした物語が柔らかいタッチで表現されている。この楽曲では初音ミクの初代とV3の2つのバージョンが使い分けられている。
2022年9月2日にはゲーム「プロジェクトセカイ カラフルステージ! feat. 初音ミク」に収録された。

### 化孵化
「化孵化」は本アルバム唯一の音楽的同位体 可不を使用した楽曲である。ミュージックビデオは2021年5月26日に公開された。ソフトウェア音源には Native Instruments の FM8 が使用されている。
2021年12月30日に配信リリースされた『KAF+YOU KAFU COMPILATION ALBUM シンメトリー vol.2』および、2022年2月25日にリリースされた可不 1st アルバム『シンメトリー』の DISC 1「同化するシンメトリー」にも収録されている。また、『花譜 3rd ONE MAN Live「不可解参(狂)」』で演奏され、可不の音声提供元である花譜と可不がデュエットで歌唱した。

### ÅMARA(大未来電脳)
「ÅMARA(大未来電脳)」はゲーム「プロジェクトセカイ カラフルステージ! feat. 初音ミク」の2周年楽曲として制作された楽曲である。2022年10月11日に追加され、同日ミュージックビデオも公開された。